# 劉尚信
劉尚信（1587年—1656年），字贯石，号还朴，直隸大名府濬縣民籍。

## 生平
万历四十三年（1615年）乙卯科順天府鄉試舉人，四十四年（1616年）丙辰科進士，初授行人司行人，历官行人司司副、司正，天啓元年（1621年）转户部江西司郎中，以疾告归。天启二年補浙江司郎中，三年（1623年）升徽州府知府，廉洁善政，甚有称誉。时魏忠贤擅政，抗直不屈，时高其节。天启六年（1626年），父丧归，服阕，降補順天府通判，以南朝缺额谪大梁别驾，循分尽职，断疑狱，励学校，声价逾重。后擢刑部廣西司員外郎，多所平反，才能逾著。崇祯三年降補開封府通判，四年（1631年）补南户部主事，五年升员外郎。遇母丧，家食七年，绝意仕进。崇祯九年（1637年），补北户部员外。时值司农告匮，尤劳心会计。翌年，补通政司右参议。引奏之日，尚信器宇磊落，辞气宏亮，旋升右通政。时方急修练储备四事，首倡捐助筑城。以公急疏，加俸二级。崇祯十二年（1640年），大灾，上疏请赈，浚滑两邑救活甚众。清顺治元年（1644年）夏，闯军知县馬世聪治浚，令全县乡宦纳银助饷，刘尚信人密谋起事，事泄，其弟刘尚志及二子文显、文伟被杀，尚信及家人被发配汉中。顺治四年生还，入清仍补通政司。顺治七年三月，引病驰驿归里。顺治十三年（1656年）卒，与夫人郝氏合葬于西郭村北。有四子，长子文显，国学附监生，次子文伟，邑庠生；三子刘文隽，字给谏，进士，官至大同司里；四子文谟，监生。
刘尚信家居时筑“攝生閣”，故友礼部尚书、东阁大学士王铎在崇禎十七年甲申正月至濬縣，寄寓于其家中，与彭而述、张云斋、张寀、张亮远等集会在他的“摄生阁”。初春二月，刘尚信送王铎等友赴南京。

## 家族
曾祖劉達。祖劉克敬。父劉榮。